# EBus

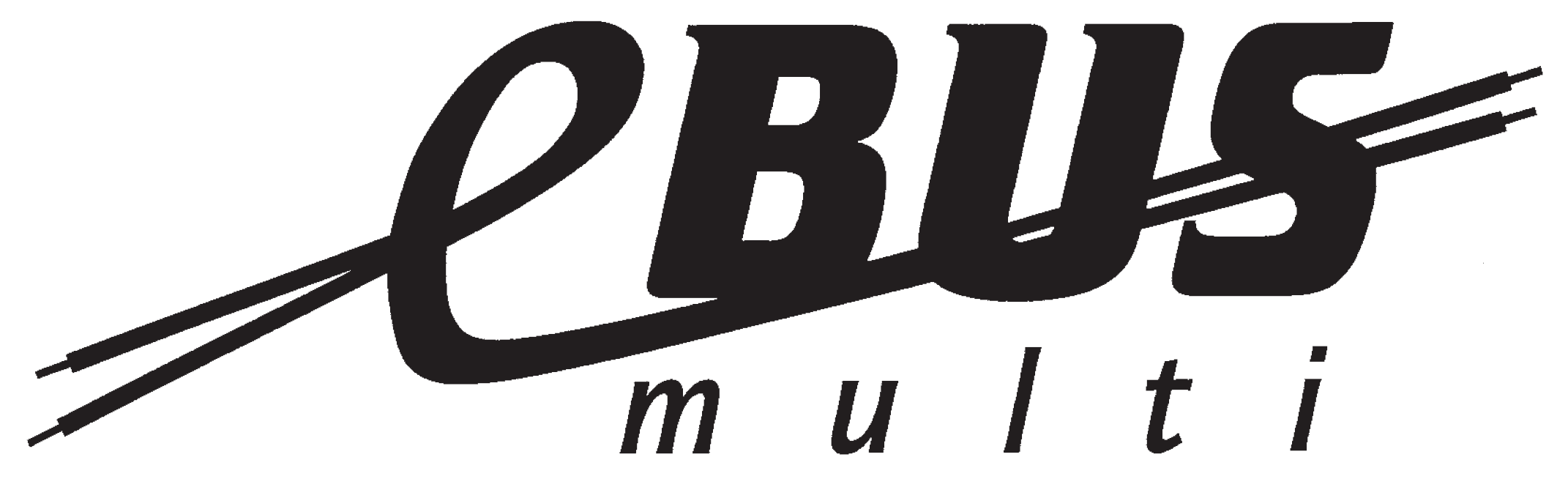
eBus-Logo

eBus ist ein im Bereich der Heizungstechnik verwendetes Schnittstellenprotokoll, das auf der seriellen Schnittstellentechnik RS232 in Twisted-Pair-Technik mit zwei Drähten aufbaut. Es wurde von der Firma Dungs eingeführt. Verwendet werden dabei 2400 Baud und die jeweilige binären Signalpegel liegen bei:
- logisch 1:   nominal 15 V (15–24 V)
- logisch 0:   9–12 V

Das Bussystem ist Multimasterfähig mit bis zu max. 25 Mastern und 228 Slaves, also insgesamt maximal 253 Teilnehmern.
Verwendet werden 8 Bit und ein Stopbit. Die einzelnen angeschlossenen Geräte dürfen dabei bis zu 18 mA Strom aus dem Netz entnehmen. Eingesetzt wird es insbesondere im Bereich von Heizungs- und Solaranlagen.

## Physikalischer Layer
Der eBus hat eine feste Baudrate 2400 Baud ±1,2 % Toleranz. Der eBus ist ein LOW-aktiver Bus mit folgenden Pegeln:
| Level    | Sender                             | Empfänger                 |
| -------- | ---------------------------------- | ------------------------- |
| HIGH = 1 | > 15V DC                           | > 15V DC... maximal 24VDC |
| LOW = 0  | <= 10V DC >= 8V DC (typisch 9V DC) | <= 12 V DC >= 8 V DC      |